# Rinorea guatemalensis
Rinorea guatemalensis là một loài thực vật có hoa trong họ Hoa tím. Loài này được (S. Watson) Bartlett miêu tả khoa học đầu tiên năm 1907.